# Renée Carl
Renée Henriette Emilie Grolleau, conocida como Renée Carl (Fontenay-le-Comte, 10 de junio de 1875 - París, 31 de julio de 1954) fue una actriz y directora de cine francesa, activa principalmente en la época del cine mudo. En 1922 dirigió Un cri dans l'abîme, película que también escribió e interpretó. Como actriz rodó numerosas películas y fue especialmente conocida por Severo Torelli (1914), Fantómas a la sombra de la guillotina (1913) y Fantomas 3: El muerto que mata (1913).

## Biografía
Su verdadero nombre era Renée Henriette Emilie Grolleau, y nació en Fontenay-le-Comte, Francia. 
Dio sus primeros pasos como actriz formando parte del elenco de intérpretes de la productora Gaumont Film Company, actuando bajo la dirección de Louis Feuillade. En su carrera, iniciada en 1907, rodó cerca de doscientas películas. Según una entrevista de 1924 de Mon Ciné magazine, fue introducida en el mundo cinematográfico por la actriz Léonie Richard.
Entre 1910 y 1913 asumió como actriz el papel  de joven madre en la serie Bébés Abelard  dirigida por Feuillade junto al actor infantil René Dary y trabajó también en la serie La vie Telle Qu'elle est así como en varios episodios de Fantômas (19013-19014). Posteriormente dio un giro y empezó a trabajar como directora de escena rodando Quand mêmê  con Pierre Fresnay bajo la dirección de Henri Pouctal. Parece querer salir de su profesión de actriz, bastante pasiva a actividades de productora en Quand Meme.
En 1922 Renée Carl da el salto a dirigir Un cri dans l'abîme, película que también escribió e interpretó junto a Edmond Van Daële, producida por Gaumont.
Tras esta tentativa regresa a su trabajo como actriz. Su última aparición en la pantalla parece ser en 1937 en la película de Julien Duvivier Pépé le Moko.
Renée Carl falleció en París, Francia, en 1954, a los 79 años.

## Filmografía

### Actriz
| - Le Récit du colonel, de Louis Feuillade (1907) - La Puce - Lucrèce, de Louis Feuillade (1908) - L'Orpheline, de Louis Feuillade (1908) - L'Incendiaire, de Louis Feuillade (1908) - Le Secret du glacier - Rayons et Ombres, de Louis Feuillade (1909) - Matelot, de Louis Feuillade (1909) - La Sentimentalité de Madame Bernard, de Louis Feuillade (1909) - La Légende de l'imagier, de Louis Feuillade (1909) - L'Idée du pharmacien, de Louis Feuillade (1909) - Les Vipères, de Louis Feuillade (1909) - Le Fou, de Louis Feuillade (1909) - Le Collier de la reine, de Étienne Arnaud y Louis Feuillade (1909) - La Vengeance posthume du Dr. William, de Louis Feuillade (1909) - La Mort de sire de Framboisy, de Louis Feuillade (1909) - La Lettre anonyme, de Louis Feuillade (1909) - La Fiancée du batelier, de Louis Feuillade (1909) - La Bouée, de Louis Feuillade (1909) - La Chasse au bois hanté, de Louis Feuillade (1909) - La Boîte de Pandore, de Louis Feuillade (1909) - La Bague, de Louis Feuillade (1909) - Les Heures: l'aube, l'aurore, de Louis Feuillade (1909) - Les Heures: le matin, le jour, de Louis Feuillade (1909) - Les Heures: le midi, la vesprée, le crépuscule, de Louis Feuillade (1909) - Les Heures: le soir, la nuit, de Louis Feuillade (1909) - Idylle corinthienne, de Louis Feuillade (1909) - La Mère du moine, de Louis Feuillade (1909) - Judith et Holopherne, de Louis Feuillade (1909) - La Possession de l'enfant, de Louis Feuillade (1909) - La Mort de Mozart, de Étienne Arnaud y Louis Feuillade (1909) - La Légende des phares, de Louis Feuillade (1909) - La Chatte métamorphosée en femme, de Louis Feuillade (1909) - Les Filles du cantonnier, de Louis Feuillade (1909) - La Cigale et la Fourmi, de Louis Feuillade (1909) - Le Pain quotidien, de Louis Feuillade (1910) - Le Lys d'or, de Louis Feuillade y Léonce Perret (1910) - Le Festin de Balthazar, de Louis Feuillade (1910) - L'Œuvre accomplie, de Louis Feuillade (1910) - L'Aventurière, de Louis Feuillade (1910) - Le Secret du corsaire rouge, de Louis Feuillade (1910) - La Fin de Paganini, de Louis Feuillade (1910) - La Légende de Daphné, de Louis Feuillade (1910) - Maudite soit la guerre, de Louis Feuillade (1910) - L'Exode, de Louis Feuillade (1910) - Le Roi de Thulé, de Louis Feuillade (1910) | - Mater dolorosa, de Louis Feuillade (1910) - La Nativité, de Louis Feuillade (1910) - La Faute d'une autre, de Louis Feuillade (1910) - 1814, de Louis Feuillade (1910) - Bébé Apache, de Louis Feuillade (1910) - La Trouvaille de Bébé, de Louis Feuillade (1910) - Bébé pêcheur, de Louis Feuillade (1910) - Bébé fume, de Louis Feuillade (1910) - Le Bracelet de la marquise, deLouis Feuillade (1911) - Marie Stuart et Rizzio, de Louis Feuillade (1911) - L'Héritage du demi-solde, de Louis Feuillade (1911) - Le Tyran de Syracuse, de Louis Feuillade (1911) - Les Yeux clos, de Louis Feuillade (1911) - Le Fils de la reine aveugle, de Louis Feuillade (1911) - Le Crime inutile, de Louis Feuillade (1911) - La Suspicion, deLouis Feuillade (1911) - La Lettre égarée, de Louis Feuillade (1911) - Flore et Zéphir, de Louis Feuillade (1911) - André Chénier, de Étienne Arnaud y Louis Feuillade (1911) - Dans la vie, de Léonce Perret y Louis Feuillade (1911) - Le Fils de Locuste, de Louis Feuillade (1911) - Les Doigts qui voient, de Louis Feuillade yGeorges-André Lacroix (1911) - La Lettre aux cachets rouges, de Louis Feuillade (1911) - Sous le joug, de Louis Feuillade (1911) - La Fille du juge d'instruction, de Louis Feuillade (1911) - Bébé protège sa soeur, de Louis Feuillade (1911) - Le Noël de Bébé, de Louis Feuillade (1911) - Bébé pratique le jiu-jitsu, de Louis Feuillade (1911) - Le Château de la peur, de Louis Feuillade (1912) - Bébé et ses grands-parents, de Louis Feuillade (1912) - C'est Bébé qui boit le muscat, de Louis Feuillade (1912) - Un drame au Pays Basque, de Louis Feuillade (1913) - La Tirelire de Bout de Zan, de Louis Feuillade (1913) - Une aventure de Bout de Zan, de Louis Feuillade (1913) - Un scandale au village, de Louis Feuillade y Maurice Mariaud (1913) - Les Ananas, de Louis Feuillade (1913) - La Vengeance du sergent de la ville, de Louis Feuillade (1913) - Juve contre Fantômas, de Louis Feuillade (1913) - Les Lettres, de Louis Feuillade (1914) - Severo Torelli, de Louis Feuillade (1914) - Le Calvaire, de Louis Feuillade (1914) - L'Angoisse au foyer, de Louis Feuillade (1915) - Aimer, pleurer, mourir, de Léonce Perret (1915) - Les Vampires, de Louis Feuillade (1915) - Les Vampires: Les Yeux qui fascinent, de Louis Feuillade (1916) - Un cri dans l'abîme, de Renée Carl (1922) |

### Directora
- Un cri dans l'abîme (1922)